# NGC 3358
NGC 3358 (другие обозначения — ESO 376-17, MCG -6-24-9, IRAS10412-3609, PGC 31974) — спиральная галактика в созвездии Насоса. Открыта Джоном Гершелем в 1835 году.
Этот объект входит в число перечисленных в оригинальной редакции «Нового общего каталога».
Основной бар галактики окружён слабой линзой, кроме того, в ней присутствует вторичный бар, длина которого составляет 0,43 длины первичного, в то время как типичное соотношение этих величин — 0,12. Диск имеет пологий профиль поверхностной яркости и резкие границы, наблюдается спиральная структура. Балдж мал и имеет практически круговую форму на диске галактики.
NGC 3358 использовалась для сравнения с галактикой NGC 3347, которая подозревалась в переменности блеска. В конечном итоге переменность подтверждена не была.
Галактика NGC 3358 входит в состав группы галактик NGC 3347. Помимо NGC 3358 в группу также входят NGC 3347, NGC 3354, NGC 3347A, PGC 31761, ESO 317-54 и ESO 318-4.